# Obras de Violeta Parra: Musicales, visuales y poéticas
Obras de Violeta Parra: Musicales, visuales y poéticas es una compilación de discos de la folclorista chilena Violeta Parra, lanzada al mercado a través del sello Oveja Negra durante 2010.
La reedición contiene, además de trece discos de audio, los DVD Pintora chilena y Bordadora chilena, este último inédito en Chile, y grabado, en parte, por la televisión suiza, donde también aparece la primera exposición de Violeta en el Museo de Louvre, en 1964 y la segunda, realizada en 1997, además de imágenes históricas. Arpilleras, papel maché y pinturas son los trabajos que también se rescatan e incluyen en parte de las carátulas de los discos.
El trabajo de reedición suma 222 tracks en total, e incluye "momentos memorables de Violeta Parra, entrevistas en radios, tanto en Chile como en otros países, exposiciones en el Museo Louvre, a la misma cantautora entrevistando a otras personas y una revisión de su amplio trabajo visual que exponen de forma completa la creatividad y su mirada social y personal". De acuerdo al reporte de prensa, "en este trabajo encontraremos canciones que van desde el primer long play grabado en París y las primeras recopilaciones grabadas en Chile, o los discos nunca antes reeditados “La cueca” y “La tonada”".
Los álbumes fueron comercializados en formato de disco físico, además de su venta en formato digital, constituyéndose en el primer grupo de canciones de la folclorista chilena que se vende en este formato.

## ChilevisiónMúsica
El nuevo sello CHV Música ha decidido seguir produciendo esta compilación sin cambiar el diseño, ya que el "Sello Oveja Negra" dejó de producir un tiempo prolongado. Gracias a la reedición se puede conocer la enumeración oficial de la compilación:
| Disco | Título                           | Anteriormente                                                                  | Año original | Notas |
| ----- | -------------------------------- | ------------------------------------------------------------------------------ | ------------ | --- |
| 1     | Cantos chilenos                  | El folklore de Chile, vol. I – Violeta Parra, canto y guitarra                 | 1957         | - Canciones no incluidas: - "Tres cuecas punteadas", - "Viva la luz de Don Creador", - "El bergantín", y - "Verso por la niña muerta". - Se agregan 9 pistas adicionales provenientes de las primeras grabaciones de Violeta. |
| 2     | La cueca                         | El folklore de Chile, vol. III– La cueca presentada por Violeta Parra          | 1958         | Álbum completo. |
| 3     | La tonada                        | El folklore de Chile, vol. IV – La tonada presentada por Violeta Parra         | 1959         | Álbum completo. |
| 4     | Y su guitarra                    | El folklore de Chile, vol. II – Acompañandose en guitarra                      | 1958         | Álbum completo. |
| 5     | Hace falta un guerrillero        | Toda Violeta Parra                                                             | 1960         | No incluye "El hijo arrepentido". |
| 6     | Cantos campesinos                | Cantos de Chile (Presente/Ausente)                                             | 1957         | Excluye 4 pistas de la edición más completa: - "Tres cuecas punteadas", - "Tres polkas antiguas", - "Me voy, me voy", y - "Dicen que el ají Ma'uro"                                                                           |
| 7     | Décimas autobiográficas          | Décimas y centésimas                                                           | 1976         | Solo incluye las "décimas" recitadas por Violeta (se excluyen las "centésimas") |
| 8     | Centésimas del alma              | -Centésimas del alma por Tita Parra                                            | 2010         | - Un álbum de Tita Parra, nieta de Violeta, con las centésimas musicalizadas. - Incluye una entrevista a Violeta. |
| 9     | En el Aula Magna de Concepción   | - Pertenecía a los archivos de la Universidad de Concepción                    | 2010         | Disco inédito hasta esta compilación. |
| 10    | En Argentina                     | Violeta Parra en Argentina                                                     | 2008         | Grabado en 1961, inédito hasta 2008. |
| 11    | En vivo en Ginebra               | Violeta Parra en Ginebra                                                       | 1999         | Excluye las 12 primeras pistas del disco doble de 1999. |
| 12    | Pintora chilena                  | Violeta Parra en sus 90 años                                                   | 2008         | DVD completo |
| 13    | Canciones reencontradas en París | Canciones reencontradas en París                                               | 1971         | Agrega un "Relato de Víctor Jara" como adicional. |
| 14    | Obras para guitarra              | Composiciones para guitarra                                                    | 1999         | Álbum completo. |
| 15    | Bordadora chilena                | -Algunos archivos anteriormente presentados en el documental "Viola chilensis" | 2010         | DVD inédito hasta esta compilación. |